# Stöðvarfjörður
Stöðvarfjörður est une localité islandaise de la municipalité de Fjarðabyggð située à l'est de l'île, dans la région d'Austurland. En 2011, le village comptait 203 habitants.

## Géographie

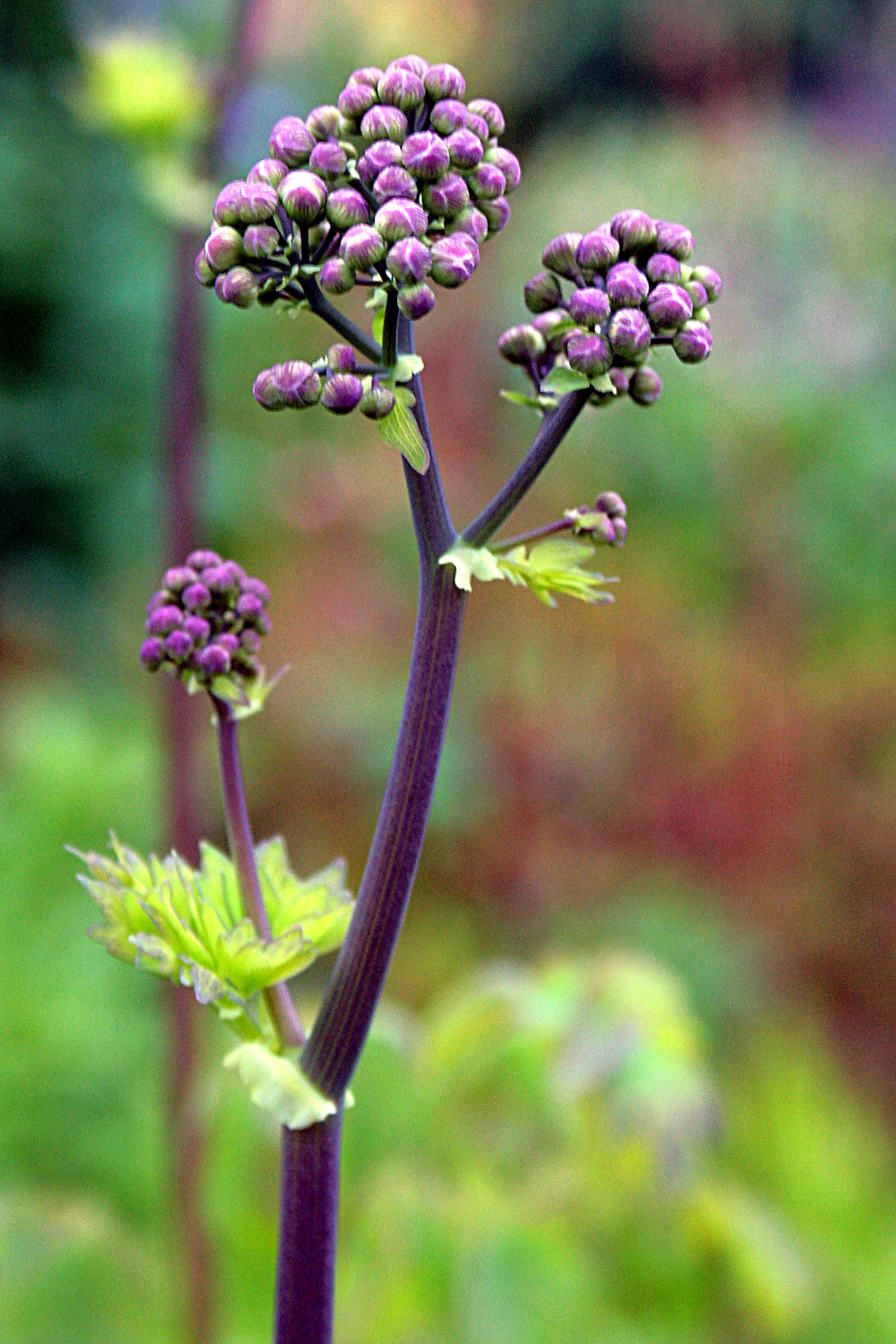
Colombine plumeuse en bouton, Musée de Petra

Le village, distant de 44 km de Reyðarfjörður est situé dans le fjord du même nom, orienté sud-est nord ouest. Il abrite un petit port de pêche.

## Patrimoine naturel et architectural

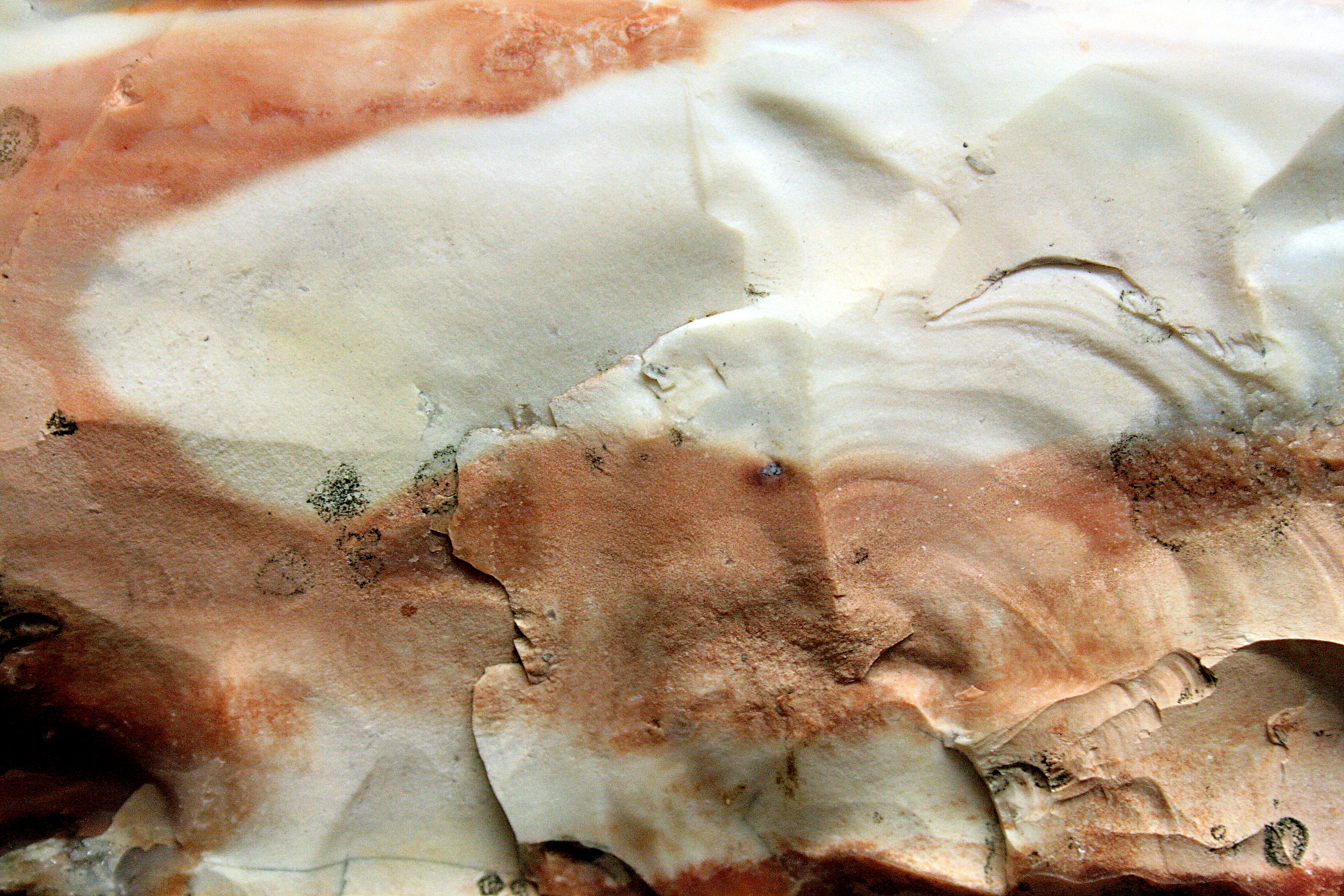
Quartz, collection de pierres et de minéraux de Petra.

La ville abrite la collection de pierres et de minéraux de Petra, du prénom de sa créatrice, Petra Sveinsdóttir. Elle expose dans sa petite maison des centaines de minéraux remarquables qu'elle a collecté sa vie durant dans tout l'Est de l'Islande. La plus grande part d'entre elles sont disposées dans un jardin qui comporte par ailleurs une collection botanique, avec de nombreux exemplaires de la flore islandaise.

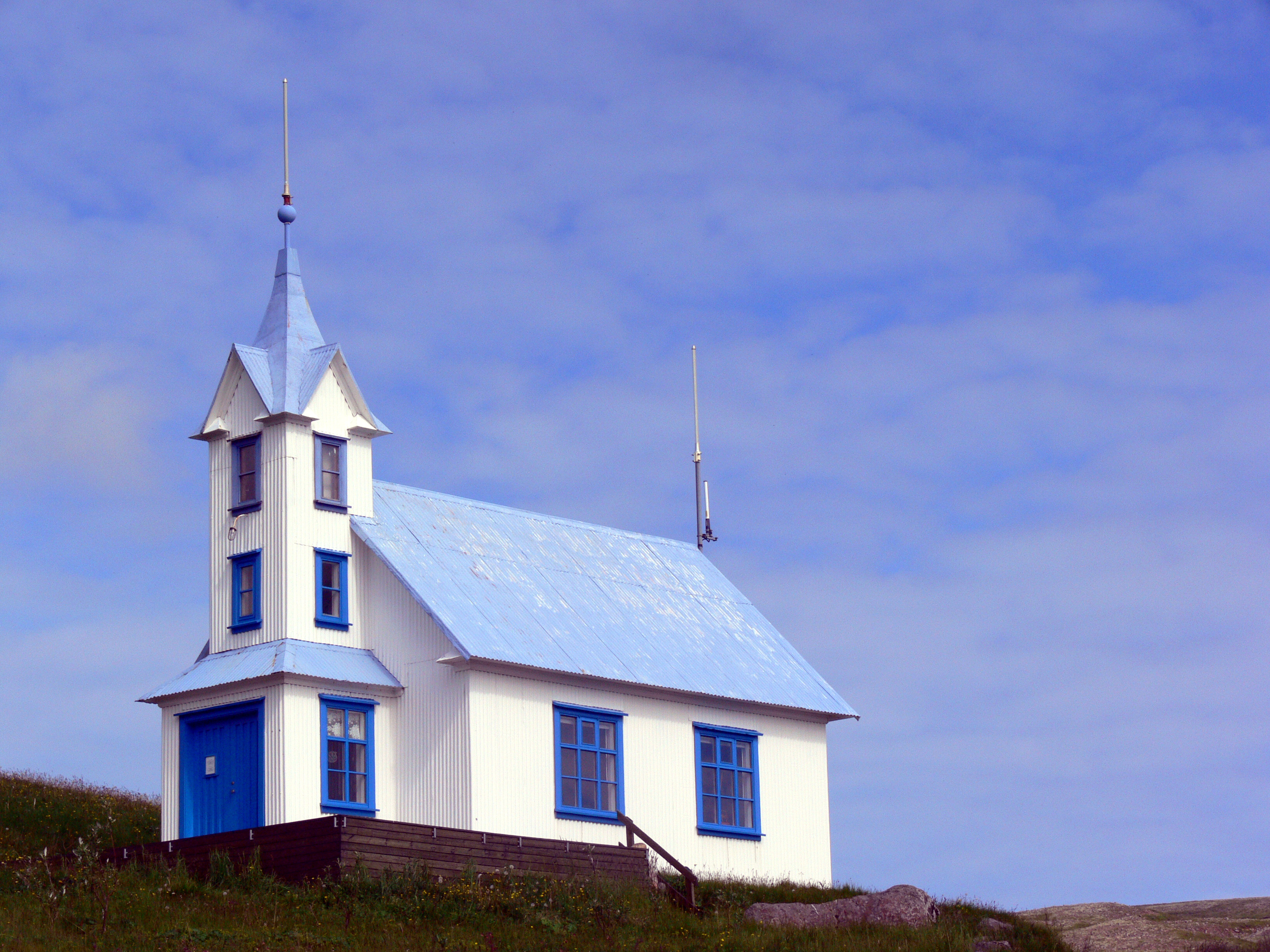
La vieille église

Au centre du village, l'église Kirkjubær, construite en métal ondulé, est désormais reconvertie en guesthouse.

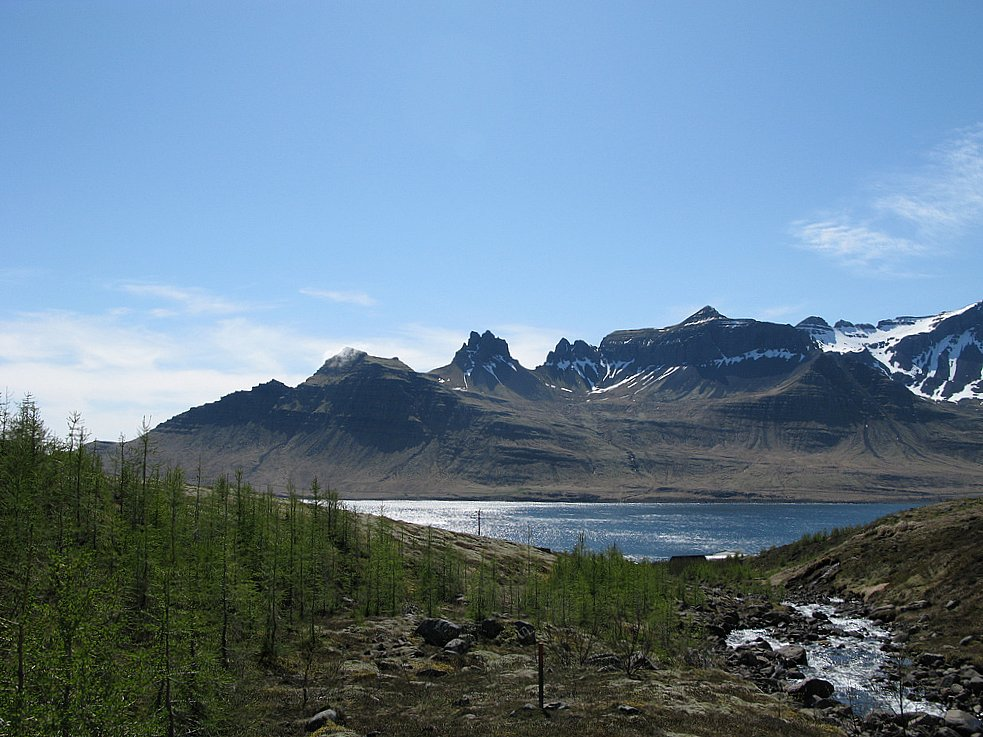
Le fjord Stöðvarfjörður avec la montagne Súlur à l'arrière-plan.